# 27th Virginia Infantry
Vingt-septième régiment d'infanterie de volontaires de Virginie
Le 27th Virginia Volunteer Infantry Regiment (vingt-septième régiment d'infanterie de volontaires de Virginie) est un régiment d'infanterie levé en Virginie pour servir dans l'armée des États confédérés pendant la guerre de Sécession. Il combat la plupart du temps dans la brigade de Stonewall de l'armée de Virginie du Nord.

## Service

### Organisation
Le 27th Virginia est organisé en mai 1861, et accepté dans le service confédéré en juillet. Les hommes proviennent des comtés d'Alleghany, de Rockbridge, de Monroe, de Greenbrier, et d'Ohio. Il contient seulement huit compagnies et fait partie de la célèbre brigade de Stonewall. Pendant la guerre, il sert sous le commandement du général T. J. Jackson, R. B. Garnett, Charles Sidney Winder, Paxton, J. A. Walker, et W. Terry.
Les huit compagnies sont les suivantes :
- Compagnie A - « Alleghany Light Infantry » (infanterie légère d'Alleghany) et « Alleghany Roughs » (voyous d'Alleghany)[1](p5),[note 2]
- Compagnie B - « Virginia Hibernians » (hibernians de Virginie)[1](p156)
- Compagnie C - « Alleghany Rifles » (fusiliers d'Alleghany)[1](p5)
- Compagnie D - « Monroe Guards » (gardes de Monroe)[1](p101)
- Compagnie E - « Greenbrier Rifles » (fusiliers de Greenbrier)[1](p61)
- Compagnie F - « Greenbrier Sharpshooters » (tireurs d'élite de Greenbrier)[1](p61)
- Compagnie G
- Compagnie H

### Combats
Le 27th Virginia combat lors de la première bataille de Bull Run, où il gagne le surnom de « le 27e sanglant » (the Bloody 27th) en raison de ses pertes. Le régiment est engagé sur Henry Hill (la colline d'Henry) à environ 100 yards (91 mètres) à droite du 33rd Virginia Infantry. Le général Jackson donne l'ordre au colonel Echols d'avancer avec le 4th Virginia Infantry leur disant «  Ordonnez aux hommes de se lever. Nous les chargerons maintenant et les reverrons jusqu'à Washington; Retenez vos tirs jusqu'à ce qu'ils soient à 50 yards, puis tirez et donnez leur de la baïonnette ; et quand vous chargerez criez comme des furies ». Le 27th Viriginia Infantry balaie la batterie fédérale stationnée à Henry House. Il poursuit sa progression et se retrouve face à des canons chargés à la mitraille qui fauchent près d'un tiers du régiment. Cependant, le reste des hommes s'emparent des canons avant qu'ils ne rechargent. Le régiment poursuit encore sa progression et met en fuite le 1st Michigan Infantry et capture l'une des couleurs du régiment(p56-57).
Il prend part à la première bataille de Kernstown. Il participe à la bataille de Jackson, de la campagne de la vallée. Il participe ensuite aux campagnes de l'armée de Virginie du Nord, de la bataille des sept jours jusqu'à la bataille de Cold Harbor, part avec Early dans la vallée de la Shenandoah, et est actif autour d'Appomattox.

## Pertes
Le régiment rend compte de 141 blessés à la première bataille de Bull Run, 57 à première bataille de Kernstown, et 4 sur les 136 engagés à la première bataille de Winchester. Il perd 3 tués à Cedar Mountain, a 4 tués et 23 blessés à la seconde bataille de Bull Run, et subit 9 tués et 62 blessés à Chancellorsville. Sur les 148 hommes qui combattent à Gettysburg environ trente pour cent sont mis hors de combat. Seuls 1 officiers et 20 hommes se rendent.

## Commandement
Les officiers supérieurs sont les colonels John Echols, James K. Edmondson, William A. Gordon, et Andrew J. Grigsby ; les lieutenants-colonels Charles L. Haynes et Daniel M. Shriver; et les commandants Philip F. Frazer (†) et Elisha F. Paxton.
Philip F. Frazer (1844-1864) est diplômé de l'institut militaire de Virginie en 1860. Il entre en tant que simple soldat dans la compagnie  E - « Greenbrier Rifles » et est élu premier lieutenant de la compagnie. Au printemps 1863, il atteint le grade de commandant ; Il obtient une commission de lieutenant-colonel le 6 mai 1864 lors de la bataille de la Wilderness, et il est tué au combat le jour même d'une balle tirée à la tête(p208-209).

## Mémoire
La compagnie D, la « garde de Monroe », est aujourd'hui une unité célèbre d'histoire vivante.